# Gorczyca
Gorczyca (Sinapis L.) – rodzaj roślin z rodziny kapustowatych. Obejmuje w zależności od ujęcia systematycznego dwa lub cztery gatunki (w pierwszym wypadku ich część jest wyłączana do rodzaju Rhamphospermum). Rośliny te występują w Europie, północnej Afryce i znacznej części Azji. Jako rośliny introdukowane spotykane są na wszystkich kontynentach w strefach umiarkowanych, rzadziej, ale też obecne są w strefie międzyzwrotnikowej. W Polsce rosną dwa gatunki introdukowane i zadomowione – gorczyca biała Sinapis alba i gorczyca polna Sinapis arvensis.
Nasiona gorczycy białej wykorzystywane są do wyrobu musztard. Gorczyca polna jest chwastem w uprawach, ale też źródłem pożywienia głodowego.

## Systematyka
Pozycja systematyczna
Rodzaj z rodziny kapustowatych (Brassicaceae). W obrębie rodziny klasyfikowany jest do plemienia Brassiceae.
Wykaz gatunków
- Sinapis alba L. – gorczyca biała, gorczyca jasna
- Sinapis arvensis L. – gorczyca polna
- Sinapis flexuosa Poir.
- Sinapis pubescens L.

S. arvensis i S. pubescens bywają wyodrębniane w rodzaj Rhamphospermum. Gatunek zwany dawniej gorczycą czarną współcześnie określany jest zgodnie z klasyfikacją naukową nazwą kapusta czarna (Brassica nigra (L.) W.D.J. Koch, ew. Rhamphospermum nigrum (L.) Al-Shehbaz, dawniej Sinapis nigra L.). Podobnie gorczyca sarepska to kapusta sitowata (Brassica juncea (L.) Czern.).

## Obecność w kulturze i symbolice
W ewangelicznej przypowieści o Królestwie niebieskim Jezus Chrystus nawiązuje do nasion gorczycy. Także po uzdrowieniu epileptyka wyjaśniał, że mając choćby odrobinę wiary w moc Boga, to Bóg może rzeczywiście uczynić coś dla człowieka, nie tylko symbolicznie, ale i rzeczywiście.